# Miss Europe
Miss Europe je mezinárodní soutěž krásy, jejíž první ročník se uskutečnil v roce 1927 ve Vídni. Po druhé světové válce byla obnovena Rogerem Zeilerem v roce 1948. Jedná se o nejstarší soutěž krásy na světě konanou každoročně na podzim.
Z finančních či politických důvodů se soutěž neuskutečnila v letech 1975, 1977, 1979, 1983, 1986, 1987, 1989, 1990, 1998, 2000, 2004, 2007, 2008, 2009, 2010, během druhé světové války a v období 2007–2015. Teritoriálně je vymezena územím Evropy, účastníky jsou také státy Izrael a Libanon.
Jedinou českou vítězkou se stala Monika Žídková, která soutěž vyhrála v roce 1995.

## Přehled vítězek
| Vítězky Miss Europe | Vítězky Miss Europe          | Vítězky Miss Europe | Vítězky Miss Europe            | Vítězky Miss Europe |
| Rok                 | Vítězka                      | Stát                | Místo konání                   |                     |
| ------------------- | ---------------------------- | ------------------- | ------------------------------ | ------------------- |
| 2017                | Diana Kubasová               | Lotyšsko            | Soul, Jižní Korea              |                     |
| 2016                | Diana Starková               | Francie             | Bejrút, Libanon                |                     |
| 2006                | Alexandra Rosenfeld          | Francie             | Kyjev, Ukrajina                |                     |
| 2005                | Shermine Shahrivar           | Německo             | Paříž, Francie                 |                     |
| 2003                | Zsuzsanna Laky               | Maďarsko            | Nogent-sur-Marne, Francie      |                     |
| 2002                | Světlana Koroljovová         | Rusko               | Bejrút, Libanon                |                     |
| 2001                | Elodie Gossuin               | Francie             | Bejrút, Libanon                |                     |
| 1999                | Jelena Rogožinová            | Rusko               | Bejrút, Libanon                |                     |
| 1997                | Isabelle Darras              | Řecko               | Kyjev, Ukrajina                |                     |
| 1996                | Claire Marie Harrison        | Spojené království  | Tirana, Albánie                |                     |
| 1995                | Monika Žídková               | Česko               | Istanbul, Turecko              |                     |
| 1994                | Lilach Ben-Simon             | Izrael              | Istanbul, Turecko              |                     |
| 1993                | Arzum Onan                   | Turecko             | Istanbul, Turecko              |                     |
| 1992                | Marina Tsintikidou           | Řecko               | Athény, Řecko                  |                     |
| 1991                | Susanne Petry                | Německo             | Dakar, Senegal                 |                     |
| 1988                | Michela Rocco di Torrepadula | Itálie              | Ragusa, Itálie                 |                     |
| 1985                | Juncal Rivero Fadrique       | Španělsko           | Mohuč, Západní Německo         |                     |
| 1984                | Neşe Erberk                  | Turecko             | Bad Gastein, Rakousko          |                     |
| 1982                | Nazlı Deniz Kuruoğlu         | Turecko             | Istanbul, Turecko              |                     |
| 1981                | Anne Mette Larsen            | Dánsko              | Birmingham, Spojené království |                     |
| 1980                | Karin Zorn                   | Rakousko            | Puerto de la Cruz, Španělsko   |                     |
| 1978                | Eva Maria Düringer           | Rakousko            | Helsinky, Finsko               |                     |
| 1976                | Riitta Inkeri Väisänen       | Finsko              | Rhodos, Řecko                  |                     |
| 1974                | Maria Isabel Lorenzo         | Španělsko           | Vídeň, Rakousko                |                     |
| 1973                | Anke Maria Groot             | Nizozemsko          | Kitzbühel, Rakousko            |                     |
| 1972                | Monika Sarp                  | Západní Německo     | Estoril, Portugalsko           |                     |
| 1971                | Filiz Vural                  | Turecko             | Tunis, Tunisko                 |                     |
| 1970                | Noelia Alfonso Cabrera       | Španělsko           | Pireus, Řecko                  |                     |
| 1969                | Saša Zajc                    | Jugoslávie          | Rabat, Maroko                  |                     |
| 1968                | Leena Marketta Brusiin       | Finsko              | Kinshasa, Zair                 |                     |
| 1967                | Paquita Torres Pérez         | Španělsko           | Nice, Francie                  |                     |
| 1966                | Maria Dornier                | Francie             | Nice, Francie                  |                     |
| 1965                | Juliana Herm                 | Západní Německo     | Nice, Francie                  |                     |
| 1964                | Elly Konie Koot              | Nizozemsko          | Bejrút, Libanon                |                     |
| 1963                | Mette Stenstad               | Norsko              | Bejrút, Libanon                |                     |
| 1962                | Maruja García Nicoláu        | Španělsko           | Bejrút, Libanon                |                     |
| 1961                | Ingrun Helgard Möckel        | Západní Německo     | Bejrút, Libanon                |                     |
| 1960                | Anna Ranalli                 | Itálie              | Bejrút, Libanon                |                     |
| 1959                | Christine Spatzier           | Rakousko            | Palermo, Sicílie               |                     |
| 1958                | Johanna Ehrenstrasser        | Rakousko            | Istanbul, Turecko              |                     |
| 1957                | Corine Rottschäfer           | Nizozemsko          | Baden-Baden, Západní Německo   |                     |
| 1956                | Ingrid Goude                 | Švédsko             | Stockholm, Švédsko             |                     |
| 1955                | Inga Britt Söderberg         | Finsko              | Helsinky, Finsko               |                     |
| 1954                | Christel Schaack             | NDR                 | Vichy, Francie                 |                     |
| 1953                | Eloisa Cianni                | Itálie              | Istanbul, Turecko              |                     |
| 1952                | Günseli Başar                | Turecko             | Neapol, Itálie                 |                     |
| 1951                | Jacqueline Genton            | Švýcarsko           | Palermo, Sicílie               |                     |
| 1950                | Hanni Schall                 | Rakousko            | Rimini, Itálie                 |                     |
| 1949                | Juliette Figueras            | Francie             | Palermo, Sicílie               |                     |
| 1948                | Jacqueline Donny             | Francie             | Enghien-les-Bains, Francie     |                     |
| 1938                | Sirkka Salonen               | Finsko              | Kodaň, Dánsko                  |                     |
| 1937                | Britta Wikström              | Finsko              | Alžír, Alžírsko                |                     |
| 1936                | Antonia Arques               | Španělsko           | Tunis, Tunisko                 |                     |
| 1935                | Alicia Navarro               | Španělsko           | Kyjev, Ukrajina                |                     |
| 1934                | Ester Toivonen               | Finsko              | Hastings, Spojené království   |                     |
| 1933                | Taťána Maslovová             | Sovětský svaz       | Madrid, Španělsko              |                     |
| 1932                | Åse Clausen                  | Dánsko              | Nice, Francie                  |                     |
| 1931                | Jeanne Juilla                | Francie             | Paříž, Francie                 |                     |
| 1930                | Aliki Diplarakou             | Řecko               | Paříž, Francie                 |                     |
| 1929                | Erzsébet Simon               | Maďarsko            | Paříž, Francie                 |                     |
| 1927                | Štefica Vidačićová           | Jugoslávie          | Vídeň, Rakousko                |                     |

## Galerie vítězek

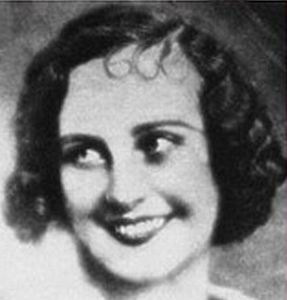
Miss Europe 1933 Taťána Maslovová Sovětský svaz
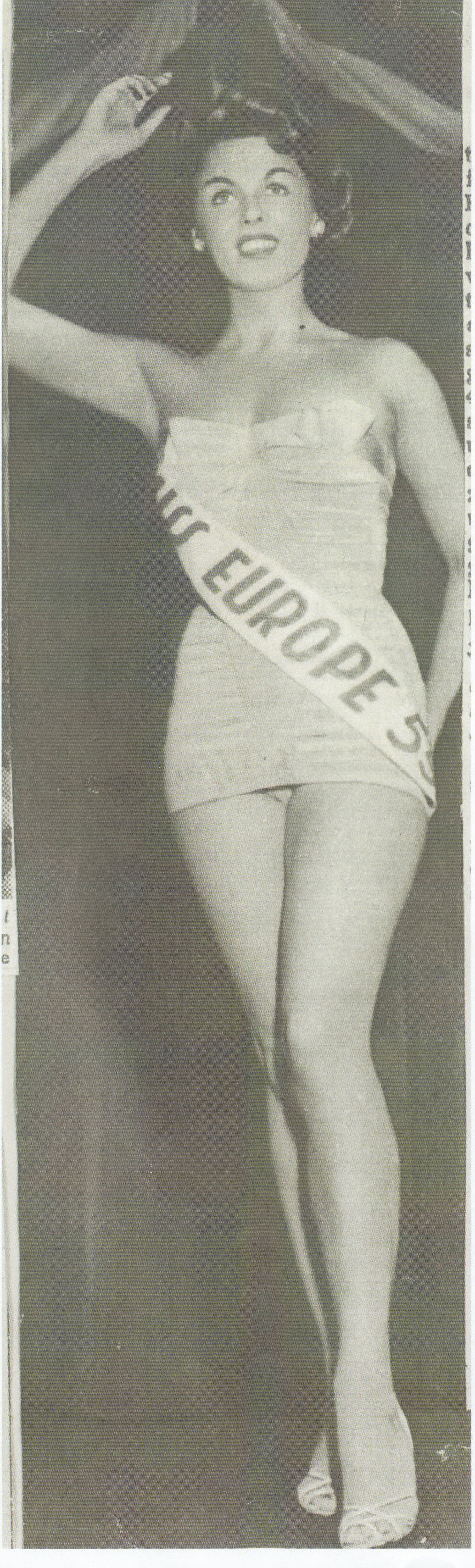
Miss Europe 1954 Christel Schaacková Západní Německo
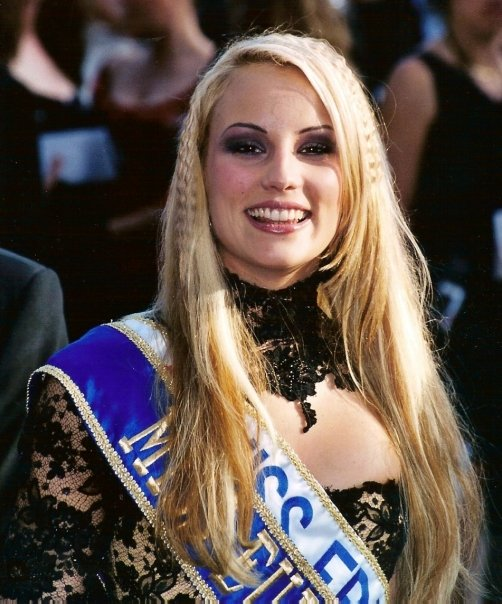
Miss Europe 2001 Elodie Gossuin Francie
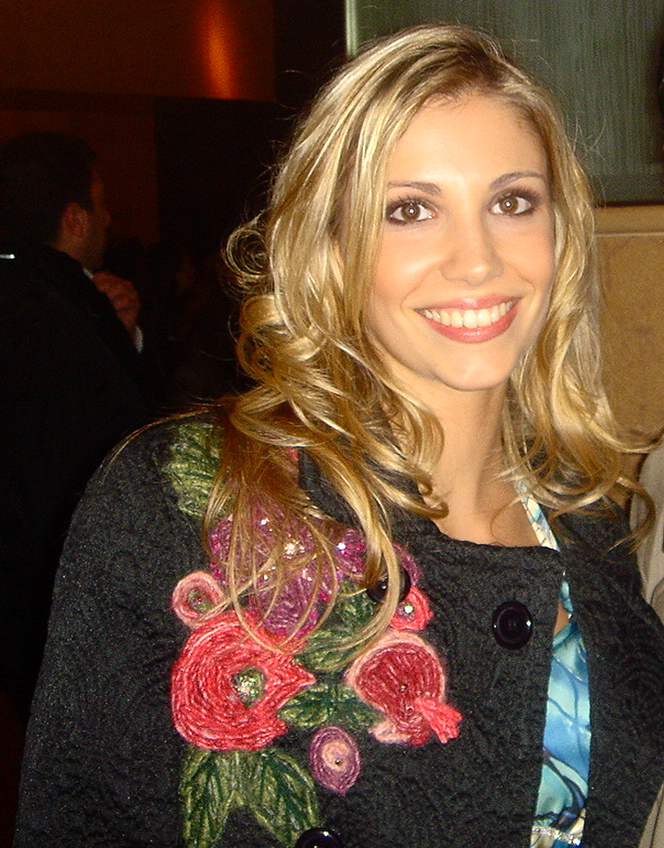
Miss Europe 2006 Alexandra Rosenfeldová Francie
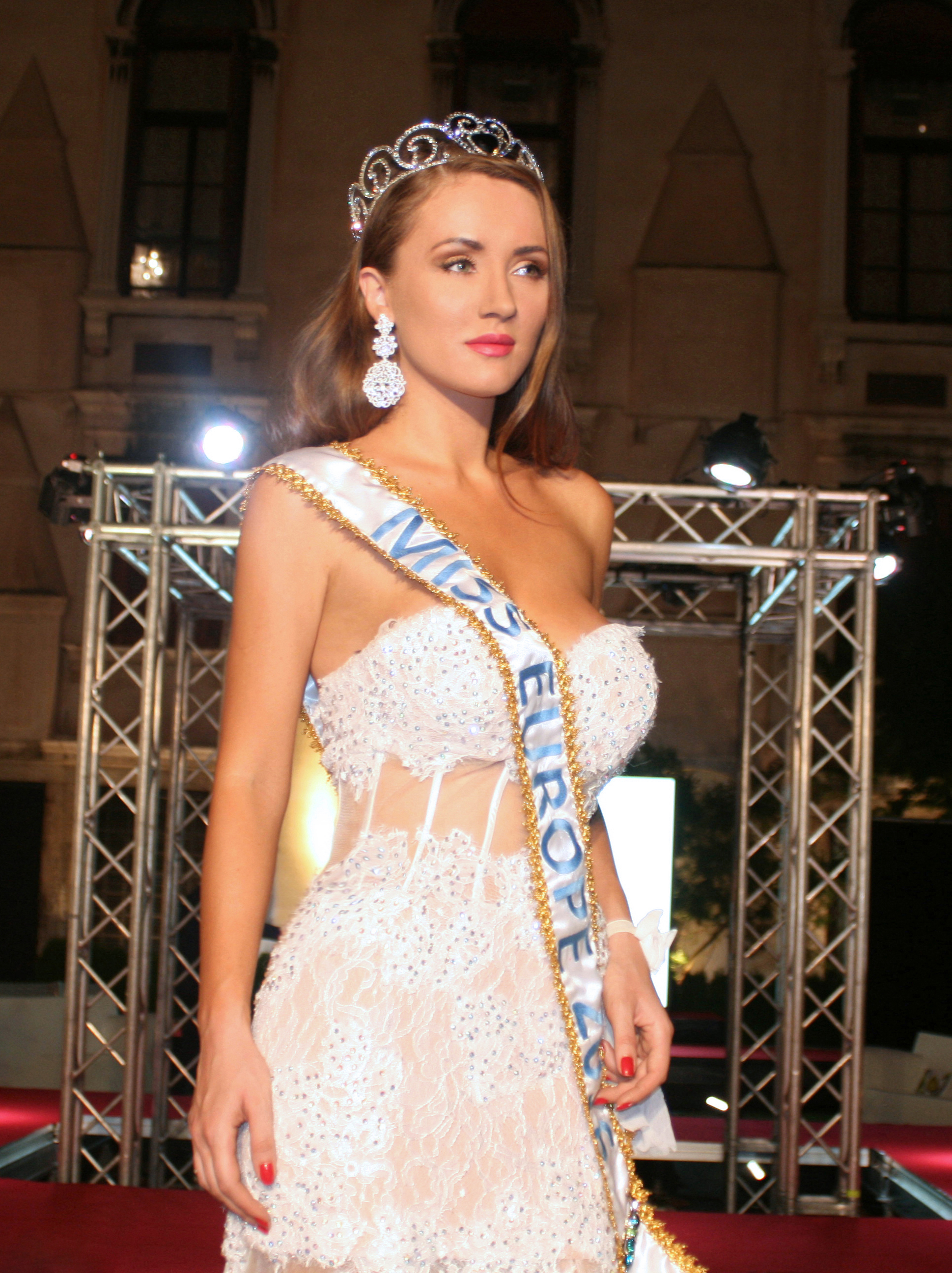
Miss Europe 2016 Diana Starková Francie

## Státy podle počtu vítězství
| Státy podle počtu vítězství na Miss Europe | Státy podle počtu vítězství na Miss Europe | Státy podle počtu vítězství na Miss Europe |
| Počet                                      | Stát                                       | Roky vítězství                             |
| ------------------------------------------ | ------------------------------------------ | ------------------------------------------ |
| 8                                          | Francie                                    | 1931 1948 1949 1954 1966 2001 2006 2016    |
| 7                                          | Německo                                    | 1954 1956 1961 1965 1972 1991 2005         |
| 7                                          | Španělsko                                  | 1935 1936 1962 1967 1970 1974 1985         |
| 6                                          | Finsko                                     | 1934 1937 1938 1955 1968 1976              |
| 5                                          | Turecko                                    | 1952 1971 1982 1984 1993                   |
| 5                                          | Rakousko                                   | 1950 1958 1959 1978 1980                   |
| 4                                          | Řecko                                      | 1930 1991 1992 1997                        |
| 3                                          | Itálie                                     | 1953 1960 1988                             |
| 3                                          | Nizozemsko                                 | 1957 1964 1973                             |
| 2                                          | Rusko                                      | 1999 2002                                  |
| 2                                          | Maďarsko                                   | 1929 2003                                  |
| 2                                          | Dánsko                                     | 1932 1981                                  |
| 2                                          | Švýcarsko                                  | 1928 1951                                  |
| 1                                          | Lotyšsko                                   | 2017                                       |
| 1                                          | Spojené království                         | 1996                                       |
| 1                                          | Česko                                      | 1995                                       |
| 1                                          | Izrael                                     | 1994                                       |
| 1                                          | Norsko                                     | 1963                                       |
| 1                                          | Jugoslávie                                 | 1927                                       |

## Češky vyslané na Miss Europe
| Češky na Miss Europe | Češky na Miss Europe  | Češky na Miss Europe | Češky na Miss Europe       | Češky na Miss Europe      | Češky na Miss Europe      |
| Rok                  | Zástupkyně            | Stát                 | Název domácí soutěže       | Umístění v domácí soutěži | Umístění na Miss Europe   |
| -------------------- | --------------------- | -------------------- | -------------------------- | ------------------------- | ------------------------- |
| 2006                 | Daniela Frantzová     | Česko                | Miss České republiky       | semifinalistka            | neumístila se             |
| 2005                 | Edita Hortová         | Česko                | Miss České republiky       | semifinalistka            | semifinalistka – 7. místo |
| 2003                 | Markéta Divišová      | Česko                | Miss České republiky       | II. vicemiss              | neumístila se             |
| 2002                 | Radka Kocurová        | Česko                | Miss České republiky       | II. vicemiss              | neumístila se             |
| 2001                 | Ema Čerňáková         | Česko                | Miss České republiky       | semifinalistka            | neumístila se             |
| 1999                 | Jitka Kocurová        | Česko                | Miss České republiky       | II. vicemiss              | IV. vicemiss              |
| 1997                 | Kristýna Fridvalská   | Česko                | Miss České republiky       | I. vicemiss               | semifinalistka            |
| 1996                 | Iva Kubelková         | Česko                | Miss České republiky       | I. vicemiss               | neumístila se             |
| 1995                 | Monika Žídková        | Česko                | Miss České republiky       | vítězka                   | vítězka                   |
| 1994                 | Kateřina Vondrová     | Česko                | Miss České republiky       | I. vicemiss               | neumístila se             |
| 1993                 | Jana Rybska Wohlfromm | Česko                | 1.Vicemiss České republiky | Miss Moravy               |                           |
| 1992                 | Pavlína Baburková     | Československo       | Miss ČSFR                  | vítězka                   | I. vicemiss               |
| 1991                 | Andrea Tatarková      | Československo       | Miss ČSFR                  | I. vicemiss               | neumístila se             |
| 1969                 | Jarmila Teplánová     | Československo       | Dívka roku ČSSR            | vítězka                   | neumístila se             |
| 1968                 | Alžběta Štrkulová     | Československo       | Dívka roku ČSSR            | vítězka                   | neumístila se             |

## Bývalí účastníci
| Bývalí účastníci Miss Europe | Bývalí účastníci Miss Europe | Bývalí účastníci Miss Europe       | Bývalí účastníci Miss Europe | Bývalí účastníci Miss Europe                                                                            |
| Stát                         | Poslední účast               | Nejlepší výsledek                  | Počet titulů                 | Poznámka                                                                                                |
| ---------------------------- | ---------------------------- | ---------------------------------- | ---------------------------- | --- |
| Československo               | 1992                         | vítězství (1939)                   | 1                            | rozpad na Česko a Slovensko (1993)                                                                      |
| Srbsko a Černá Hora          | 2005                         | 3. místo (2003)                    | 0                            | rozpad na Černou Horu a Srbsko (2006)                                                                   |
| Sovětský svaz                | 1938                         | vítězství (1933)                   | 1                            | rozpuštění s 15 nástupnickými státy (1991); dále se účastní pouze 10 z nich                             |
| Západní Německo              | 1990                         | vítězství (1956, 1961, 1965, 1972) | 4                            | pod názvem Německo se účastnilo v letech 1949–1990; znovusjednocení s NDR (1990).                       |
| Východní Německo             | 1989                         | vítězství (1954)                   | 1                            | pod názvem NDR se účastnilo v letech 1949–1989; znovusjednocení s Německou spolkovou republikou (1990). |
| Jugoslávie                   | 2002                         | vítězství (1969)                   | 1                            | v letech 1992–2003 jako Svazová republika Jugoslávie; od února 2003 jako Srbsko a Černá Hora            |